# Социална екология
Социалната екология е основен раздел на екологията, както и подраздел на екоикономиката.
Дели се на две основни подгрупи. Първата включва екология на личността, екология на социалните групи, екология на човешките популации, екология на човечеството. Втората (медицинска екология) е тясно свързана с областите от медицината, например екология на канцерогенезата.
Класификацията е построена въз основа на направената от Николай Реймерс Структура на съвременната екология'1994 г.[ неясно? ]